# Cañizar de Argaño
Cañizar de Argaño (antiguamente Cañizar de los Ajos) es una localidad española del municipio de Isar, perteneciente a la provincia de Burgos, an la comunidad autónoma de  Castilla y León. Está ubicada en la comarca de Odra-Pisuerga.

## Geografía
En 2022, contaba con 88 habitantes. Está situado a 6 km al norte del municipio, Isar, en la carretera BU-627 que va de Villanueva de Argaño, en la A-231, y que conduce a Villadiego. Bañado su término por el río Hormazuela que recibe como afluentes los arroyos conocidos como de la Vega, proveniente de Citores y de la Laguna, nacido en el término de Olmos
Se trata de una entidad local menor cuyo alcalde pedáneo es Yeray Caletrio Ibáñez.

## Historia
Lugar que formaba parte, en su categoría de pueblos solos, del partido de Castrojeriz, uno de los catorce que formaban la Intendencia de Burgos. Durante el periodo comprendido entre 1785 y 1833, en el Censo de Floridablanca de 1787, era jurisdicción de realengo, con alcalde pedáneo. En el censo de la matrícula catastral  contaba con 48 hogares y 185 vecinos.
En el pasado formó parte de la región de Castilla la Vieja. Hasta el censo de 1970 se  denominaba Cañizar de los Ajos. Dicho nombre habría cambiado en 1963.[cita requerida]
En 1977 el municipio de Cañizar de Argaños desapareció, al integrarse junto con los de Palacios de Benaver y Villorejo en el término municipal de Isar. Contaba con una extensión superficial de 1316 hectáreas, 59 hogares y 206 vecinos.

## Demografía
| Gráfica de evolución demográfica de Cañizar de Argaño entre 1842 y 1970 |
| |
| Población de derecho según los censos de población del INE Población de hecho según los censos de población del INEEn estos censos se denominaba Cañizar de los Ajos: 1842, 1857, 1860, 1877, 1887, 1897, 1900, 1910, 1920, 1930, 1940, 1950 y 1960. Entre el censo de 1981 y el anterior, este municipio desaparece porque se integra en el municipio Isar. |

## Patrimonio
- Parroquia de San Caprasio.
- Ermita de Ntra. Sra. de Argaño.
- Fuentona.